# GX Airlines
GX Airlines (voller Name Guangxi Beibu Gulf Airlines) ist eine chinesische Fluggesellschaft mit Sitz in Nanning und Basis auf dem Flughafen Nanning-Wuxu.

## Geschichte
GX Airlines wurde von Tianjin Airlines (70 %) und der staatlichen Guangxi Beibu Gulf Investment Group (30 %) 2014 gegründet. Sie absolvierte ihren Jungfernflug am 13. Februar 2015 von Nanning nach Haikou.

## Flugziele
GX Airlines bietet neben Flügen innerhalb Chinas, auch Flüge nach Thailand und Vietnam an. Der Schwerpunkt liegt im Südosten Chinas.

## Flotte
Mit Stand August 2024 besteht die Flotte der GX Airlines aus 29 Flugzeugen mit einem Durchschnittsalter von 11,6 Jahren:
| Flugzeugtyp     | aktiv | bestellt | Anmerkungen   | Durchschnittsalter |
| --------------- | ----- | -------- | ------------- | ------------------ |
| Airbus A320-200 | 11    |          |               | 12,3 Jahre         |
| Airbus A320neo  | 06    |          | einer inaktiv | 5,3 Jahre          |
| Embraer E190    | 12    |          | vier inaktiv  | 14,0 Jahre         |
| Gesamt          | 29    | –        |               | 11,6 Jahre         |

### Aktuelle Sonderbemalungen
| Bemalung           | Flugzeugtyp     | Luftfahrzeugkennzeichen | Zeitraum          | Bild |
| ------------------ | --------------- | ----------------------- | ----------------- | --- |
| Green City NanNing | Airbus A320-200 | B-8511                  | seit Oktober 2016 | Bild gesucht Die Wikipedia wünscht sich an dieser Stelle ein Bild. Falls du dabei helfen möchtest, erklärt die Anleitung , wie das geht. |